# Charlotte d’Ornellas
Charlotte d’Ornellasⓘ(ur. 23 czerwca 1986 roku w Orleanie) – francuska dziennikarka i publicystka.

## Życiorys
Pochodzi ze znanej katolickiej rodziny. Jej wuj, Pierre d’Ornellas, jest arcybiskupem Rennes. Dorastała w Orleanie, w wieku 16 lat została tam wybrana do roli Joanny d’Arc podczas odbywającego się od prawie 600 lat tygodniowego święta upamiętniającego d’Arc (fr. Fêtes johanniques d’Orléans). Charlotte D’Ornellas ukończyła prywatny l’Institut de philosophie comparée w Paryżu, gdzie uzyskała licencjat z filozofii, a następnie z psychologii. W 2008 roku wyjechała do Australii w celu doskonalenia kompetencji językowych, w tym samym roku pomagała tam w obsłudze medialnej Światowych Dni Młodzieży w Sydney. Po powrocie do Francji rozpoczęła studia w prywatnym L’Institut français de journalisme w Paryżu. W ich trakcie, w 2009 roku odbyła staż w libańskim dzienniku francuskojęzycznym „L’Orient-Le Jour” w Bejrucie. Od tego czasu jest zaangażowana w działalność organizacji SOS Chrétiens d’Orient, zajmującej się pomocą chrześcijanom żyjącym na Bliskim Wschodzie. Podczas studiów dziennikarskich rozpoczęła też pracę w Valeurs actuelles, tygodniku liberalno-konserwatywnym z którym związana jest do dziś. W 2022 roku współprowadziła debatę tygodnika, prowadząc panel z reprezentantkę Macrona, Marlène Schiappa'ę. D’Ornellas jest również stałą felietonistką portalu Boulevard Voltaire. W styczniu 2017 roku jako reporterka Boulevard Voltaire znalazła się wśród czworga dziennikarzy z dużo większych stacji ogólnokrajowych (RTL, LCP, France Info), w Damaszku, gdzie przeprowadziła wywiad z Baszszarem al-Asadem. We Francji odbił się on największym echem spośród relacji z Syrii, gdyż wiele mediów zarzuciło d’Ornellas przychylność wobec dyktatora, przy skomplikowanym stosunku władz francuskich do wojny w Syrii. Jest komentatorką w telewizji informacyjnej CNews, początkowo regularnie debatując w programie popularnego dziennikarza Pascala Prauda, obecnie również ma własny program, w niedziele od 18.00 prowadzi „Face d’Ornellas”. Komentowała w CNews podczas wieczorów wyborczych po pierwszej i drugiej turze wyborów prezydenckich w 2022 roku.

## Nagrody
- „Prix de la communication 2017” przyznawana przez l’Institut de formation politique (IFP)[6].
- „Le Prix Renaissance 2020”[7]

## Książki
- d’Ornellas, Charlotte (2016) „Ne nous laissez pas disparaître ! Un cri au service de la paix” z katolickim duchownym z Bliskiego Wschodu – Grzegorzem III Lahamem, Perpignan: wyd. Éditions Artège ISBN 979-10-336-0089-3
- d’Ornellas, Charlotte (2019) „Au secours des chrétiens d’Orient”, Versailles: wyd. Via Romana ISBN 978-2-37271-133-3